# 2041
Cette page concerne l'année 2041  du calendrier grégorien.
L'année 2041 est une année commune qui commence un mardi.
C'est la 2041e année de notre ère, la 41e année du IIIe millénaire et du XXIe siècle et la 2e année de la décennie 2040-2049.

## Autres calendriers
L'année 2041 du calendrier grégorien correspond aux dates suivantes :
- Calendrier berbère : 2990 / 2991
- Calendrier hébraïque : 5801 / 5802
- Calendrier indien : 1962 / 1963
- Calendrier musulman : 1462 / 1463 / 1464
- Calendrier persan : 1419 / 1420

## Événements prévus
- Mise en examen du Protocole de Madrid